# Trichieurina pubescens
Trichieurina pubescens är en tvåvingeart som först beskrevs av Johann Wilhelm Meigen 1830.  Trichieurina pubescens ingår i släktet Trichieurina och familjen fritflugor. Inga underarter finns listade i Catalogue of Life.